# برنار تالوار
برنار تالوار (فرانسوی: Bernard Talvard‎؛ زادهٔ ۸ اکتبر ۱۹۴۷) شمشیرباز اهل فرانسه است.
وی در مسابقات کشوری و بین‌المللی در مجموع برندهٔ ۳ مدال برنز شده‌است.